# Isso
Isso (pronunciado ['i.so]) es una pedanía española perteneciente al municipio de Hellín, en la provincia de Albacete, dentro de la comunidad autónoma de Castilla-La Mancha. A fecha 1 de enero de 2023 contaba con 2.210 habitantes según los datos oficiales del INE, de los cuales 1.144 eran varones y 1.066 mujeres. Está situada a 5 km de Hellín.

## Situación
La población de Isso se encuentra próxima al margen izquierdo de la ribera del río Mundo, en una penillanura entre las ramblas del Pedernaloso (al oeste del pueblo), y la del Pepino (al este), formando un espacio natural propicio para la agricultura. Al norte se encuentra la Fuente de Isso y el Canal que abastece a Hellín de agua, formando su límite natural. Su altitud se encuentra entre los 500 y los 400 m s. n. m., siendo su punto más bajo el río Mundo, que pasa por cerca de allí en dirección noroeste-sureste, siguiendo la dirección que le imponen los montes Collado de la Peña, Remolinar y Sierra Seca, al otro lado del río Peñalavada. Geográficamente forma parte de las cordilleras béticas en el sector del “Prebético Externo”.
La penillanura de Isso está atravesada del nordeste al suroeste por la carretera de Jaén, antigua ruta de los valencianos, muy importante desde el punto de vista geográfico, porque pone en contacto el Campo de Hellín con la Sierra del Segura y Alcaraz. También esta vía de comunicación fue importante en la Historia porque puso en contacto el levante español con las importantes minas de plata de Cástulo, que tanta importancia tuvo para los griegos y romanos.
Por otro lado, sus materiales también tuvieron su importancia, ya que El Pedernaloso era una zona rica en sílex, que sirvió en el Paleolítico, con el que se fabricaban utensilios para la caza y otros trabajos que se han encontrado en diferentes yacimientos del sureste español. Pero sin duda es su tierra la principal riqueza, sirviendo ésta de sustento para la agricultura, dándole también la posibilidad de aglutinar una dispersa población de la que ha vivido siglos y siglos.

## Clima
Su clima es de tipo mediterráneo semiárido con cierta continentalidad media, con precipitaciones muy mal repartidas durante todo el año, ya que llueve en las estaciones del equinoccio y muy raramente en los solsticios. A veces son estrepitosas las tormentas, especialmente las relacionadas con la gota fría, que frecuentemente viene acompañada de aparato eléctrico y granizo. La Fuente y el río Mundo son fundamentalmente los que recogen los cauces de agua de la zona, muy beneficiosos para la agricultura, donde el albaricoque y el melocotón son su principal fuente de ingresos.

## Monumentos
- Iglesia de Santiago Apóstol, patrón de Isso, del siglo XVIII.
- Torre almohade datada en el siglo XIII.
- Puente romano sobre el río Mundo.

## Historia
Antiguo valle rico en agua, fue habitado desde el Paleolítico hasta nuestros días por diferentes culturas, fenicios, íberos (oretanos), tartesos, romanos, árabes y judíos; por él pasaba una calzada romana y aquí en el paraje de la Fuente de Isso, para descansar y abrevar a los animales, acamparon diversas tropas militares, tanto romanas, como visigodas, y musulmanas.

## Fiestas
Las principales fiestas de Isso son las que se realizan el 25 de julio en honor a su patrón, Santiago Apóstol.
También hay que destacar las fiestas de primavera en honor a la patrona, la Divina Pastora, los carnavales y en Semana Santa el Domingo de Ramos con una Tamborada por las calles del pueblo.

## Folclore
Isso tiene dos grupos folclóricos: uno "Los Danzantes de Isso", con más de 500 años de antigüedad y otro creado recientemente llamado "Grupo de coros y danzas Divina Pastora".

## Deporte
El deporte en esta localidad destacó de forma única por su equipo de fútbol, el CDEB Isso CF, el único equipo deportivo a nivel oficial. Este equipo se retiró tras la disputa de la jornada 20 de la Primera Autonómica, Grupo I, en la temporada 2015-16.
Las instalaciones deportivas de la localidad son excelentes, contando con un complejo polideportivo, con campos de fútbol, fútbol 7 y fútbol sala, piscina de verano, además de una cancha de tenis y otra de pádel. Este complejo se denomina Complejo Polideportivo Josico en honor al jugador de fútbol Josico, natural de Isso.
La localidad cuenta además con un pabellón polideportivo de clase C, situado en el CEIP Santiago Apóstol, renombrado Pabellón Rafael Carpena, en honor al cantante local, ganador del programa La Voz, Rafa Carpena. Este pabellón está habilitado para el uso como pista de fútbol sala, balonmano y baloncesto.

## Torre Almohade
La Torre Almohade es uno de los edificios más importantes y antiguos de la comarca de Hellín.
Ésta es una de las cuatro torres que en la antigüedad formaban el castillo de Isso que data del siglo XIII.
En la actualidad la torre está en ruinas; sin embargo, durante los años 2022 y 2023 se han llevado a cabo prospecciones arqueológicas, tanto en la torre como en los alrededores, para una posible y futura puesta en valor, y dando como primer fruto conferencias y artículos sobre este tema.

## Economía
La principal fuente de ingresos es la agricultura. En ella destaca el albaricoque como el principal producto agrícola. También se cultiva el melocotón, el olivo y la almendra.
| 2000 | 2001 | 2002 | 2003 | 2004 | 2005 | 2006 | 2007 | 2013 | 2015 | 2016 | 2017 | 2020 | 2021 | 2022 | 2023 |
| ---- | ---- | ---- | ---- | ---- | ---- | ---- | ---- | ---- | ---- | ---- | ---- | ---- | ---- | ---- | ---- |
| 2105 | 2106 | 2100 | 2141 | 2162 | 2148 | 2161 | 2184 | 2329 | 2286 | 2224 | 2199 | 2165 | 2171 | 2188 | 2210 |

## Personas destacadas
- Ignacio Bosque, lingüista español.
- Rafael Blas Martínez Carpena, ganador de la primera edición española del concurso La Voz de  Telecinco, cadena de televisión del grupo Mediaset España.
- José Joaquín Moreno Verdú, más conocido como Josico, exfutbolista y entrenador de la UD Las Palmas.

- Datos: Q5922974